# Oberpullendorf
Oberpullendorf (in ungherese Felsőpulya, in croato: Gornja Pulja) è un comune austriaco di 3 176 abitanti nel distretto di Oberpullendorf, in Burgenland, del quale è capoluogo e centro maggiore; ha lo status di città capoluogo di distretto (Bezirkshauptstadt). Abitato anche da ungheresi del Burgenland, è un comune bilingue. Nel 1958 ha inglobato il comune soppresso di Mitterpullendorf (in ungherese Középpulya).